# Varennes (Tarn-et-Garonne)
Varennes é uma comuna francesa na região administrativa da Occitânia, no departamento de Tarn-et-Garonne. Estende-se por uma área de 14.76 km², e possui 611 habitantes, segundo o censo de 2018, com uma densidade de 41 hab/km².